# Chars
Chars est une commune française située dans le département du Val-d'Oise, en région Île-de-France.
Chars se trouve dans le périmètre du parc naturel régional du Vexin français.

## Géographie

### Localisation
Chars est située à 18 km au nord-ouest de Pontoise, à 15 km au nord-est de Magny-en-Vexin et à 21 km au nord-ouest de Cergy-Prefecture.
Bourg de la vallée de la Viosne, dans le Vexin français (partie ouest du département du Val-d'Oise), Chars est limitrophe du Bellay-en-Vexin et de Nucourt à l'ouest, de Bouconvillers et de Lavilletertre au nord, de Neuilly-en-Vexin et Marines à l'est et de Brignancourt et Moussy au sud.

### Communes limitrophes
| Nucourt            | Bouconvillers (Oise) Lavilletertre (Oise) | Neuilly-en-Vexin |
| Le Bellay-en-Vexin | Chars                                     | Marines          |
| Moussy             | Brignancourt                              |                  |

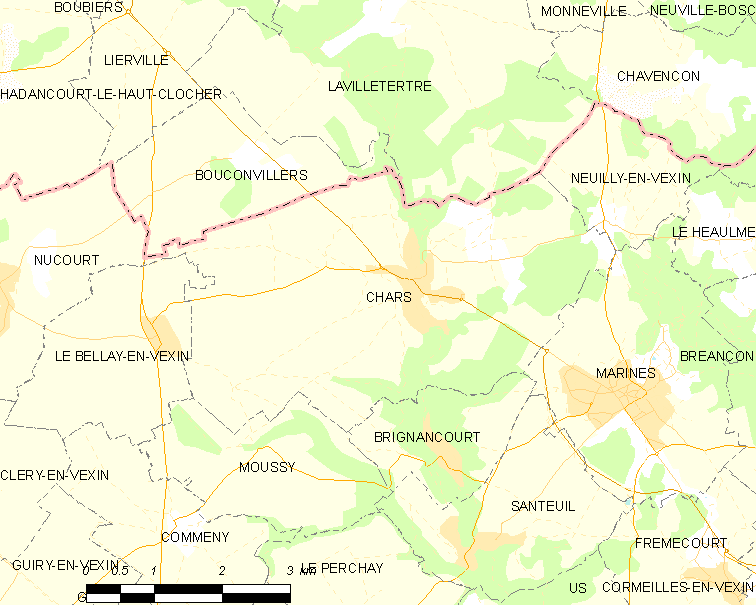
Carte de la commune.
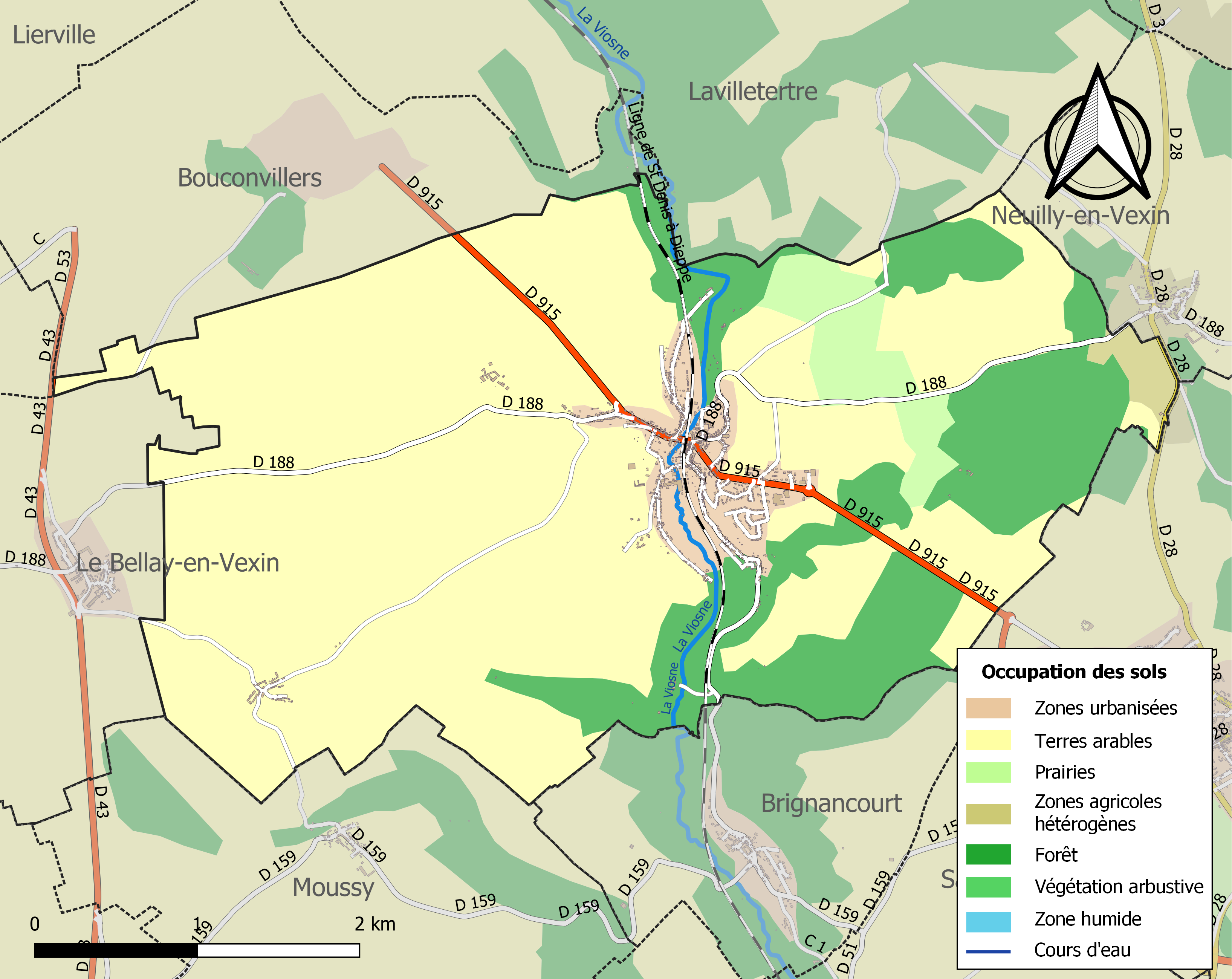
Occupation des sols.

### Climat
Pour des articles plus généraux, voir Climat de l'Île-de-France et Climat du Val-d'Oise.
En 2010, le climat de la commune est de type climat océanique dégradé des plaines du Centre et du Nord, selon une étude du CNRS s'appuyant sur une série de données couvrant la période 1971-2000. En 2020, Météo-France publie une typologie des climats de la France métropolitaine dans laquelle la commune est exposée à un climat océanique et est dans la région climatique  Sud-ouest du bassin Parisien, caractérisée par une faible pluviométrie, notamment au printemps (120 à 150 mm) et un hiver froid (3,5 °C). 
Pour la période 1971-2000, la température annuelle moyenne est de 10,8 °C, avec une amplitude thermique annuelle de 14,6 °C. Le cumul annuel moyen de précipitations est de 703 mm, avec 10,6 jours de précipitations en janvier et 7,8 jours en juillet. Pour la période 1991-2020, la température moyenne annuelle observée sur la station météorologique la plus proche, située sur la commune de Boissy-l'Aillerie à 13 km à vol d'oiseau, est de 11,2 °C et le cumul annuel moyen de précipitations est de 635,8 mm,. Pour l'avenir, les paramètres climatiques de la commune estimés pour 2050 selon différents scénarios d'émission de gaz à effet de serre sont consultables sur un site dédié publié par Météo-France en novembre 2022.

## Urbanisme

### Typologie
Au 1er janvier 2024, Chars est catégorisée bourg rural, selon la nouvelle grille communale de densité à sept niveaux définie par l'Insee en 2022.
Elle est située hors unité urbaine. Par ailleurs la commune fait partie de l'aire d'attraction de Paris, dont elle est une commune de la couronne,. Cette aire regroupe 1 929 communes,.

### Voies de communication et transports

#### Routier
La commune est desservie par la route départementale 915 (ancienne RN 15) qui relie Pontoise à Gisors et à Dieppe.
La D 188 passe au centre du village et mène vers le sud-ouest à Nucourt et vers le nord-est à Arronville.

#### Transports en commun
Sur le plan ferroviaire, la gare de Chars se trouve sur la ligne J du Transilien qui relie la gare de Paris-Saint-Lazare à celle de Gisors (ligne de Pontoise à Dieppe). Un service de bus (ligne du Vexin 95.08) permet de rejoindre la gare de Cergy-Préfecture.
Trois lignes de bus interurbain du réseau de bus du Vexin s’arrêtent dans le village :
- le 95.08 relie le village depuis l'arrêt Chars Centre-Ville à la Ville-Nouvelle en passant par Marines, Frémecourt, Cormeille-en-Vexin et Génicourt puis dessert la Ville-Nouvelle ;
- le 95.46 relie le village depuis l'arrêt LEP à la ville de Magny-en-Vexin en passant par Bouconvilier et Nucourt ;
- le 95.35 relie Chars-Bercagny et Ableiges au collège Les-Hautiers à Marines.

#### Autres
Chars est située sur le tracé du sentier de grande randonnée GR 11.

## Toponymie
Le nom de la localité est mentionné sous les formes Clars en 1078, Chartz en 1176.
Peut-être de la racine pré-celtique *kar mise en évidence par les linguistes et qui est présente dans la désignation de buttes rocheuses, de lieux pierreux ; notons, que dans le département du Val-d'Oise, à Chars comme à Chérence, la présence de carrières de pierre.

## Histoire
Fief des d'Aumont, comme Aumont et Méru, Chars passe par mariage aux Rouville de Villiers-Cul-de-Sac, puis aux La Guesle de Loreau, avec succession chez les La Châtre de Nançay (Henri, né en 1574, sire de Sigonneau, de Neuvy et de Bridoré, 1er comte de Nançay), et les Séguier d'Ô (Pierre III) qui transmettent eux-mêmes aux d'Albert de Luynes.
Chars a absorbé Bercagny entre 1790 et 1794. La commune a alors porté le nom de Chars-et-Bercagny jusqu'en 1800, année durant laquelle elle a repris son ancien nom.

## Politique et administration

### Intercommunalité
La commune, initialement membre de la communauté de communes Val de Viosne, est membre, depuis le 1er janvier 2013, de la communauté de communes Vexin centre.
En effet, cette dernière a été constituée le 1er janvier 2013 par la fusion de la communauté de communes des Trois Vallées du Vexin (12 communes), de la communauté de communes Val de Viosne (14 communes) et  de la communauté de communes du Plateau du Vexin (8 communes), conformément aux prévisions du schéma départemental de coopération intercommunale du Val-d'Oise approuvé le 11 novembre 2011.

### Liste des maires

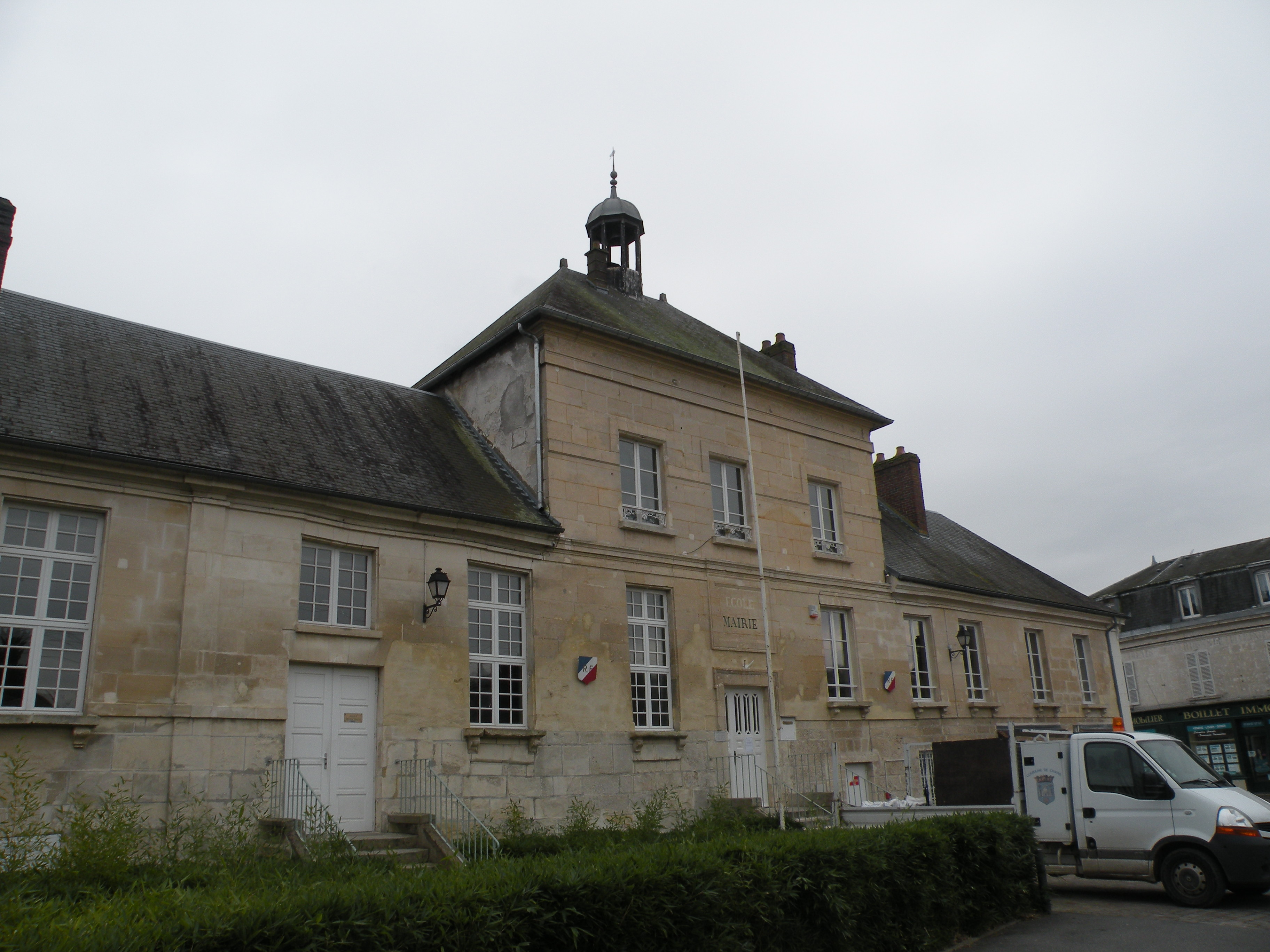
La mairie de Chars.

| Période                                  | Période                   | Identité            | Étiquette | Qualité                                                                        |
| ---------------------------------------- | ------------------------- | ------------------- | --------- | ------------------------------------------------------------------------------ |
| Les données manquantes sont à compléter. |                           |                     |           |                                                                                |
| 1935                                     | 1947                      | Fernand Maurey      | FFI       | Officier de la Légion d'honneur                                                |
| 1947                                     | 1953                      | Henri Guidard       |           |                                                                                |
| 1953                                     | 1959                      | Louis Saint-Germain |           |                                                                                |
| 1959                                     | 1960                      | Maurice Clément     |           |                                                                                |
| 1960                                     | 1965                      | André Beaulieu      |           |                                                                                |
|                                          |                           |                     |           |                                                                                |
| 1969                                     | 1971                      | Agnès Delmotte      |           |                                                                                |
| 1971                                     | 1971                      | Jacqueline Martin   |           |                                                                                |
| 1971                                     | mars 1983                 | André Strugen       |           |                                                                                |
| mars 1983                                | juin 1995                 | Joseph Wester       |           |                                                                                |
| juin 1995                                | mai 2020                  | Danièle Roux        | DVG       | Comptable retraitée 4e vice-présidente de la CC Vexin centre (2014 → 2020)     |
| mai 2020                                 | En cours (au 26 mai 2020) | Évelyne Bossu       | DVD       | Fonctionnaire Ancienne conseillère générale du canton de Marines (2013 → 2015) |

## Population et société

### Démographie
L'évolution du nombre d'habitants est connue à travers les recensements de la population effectués dans la commune depuis 1793. Pour les communes de moins de 10 000 habitants, une enquête de recensement portant sur toute la population est réalisée tous les cinq ans, les populations de référence des années intermédiaires étant quant à elles estimées par interpolation ou extrapolation. Pour la commune, le premier recensement exhaustif entrant dans le cadre du nouveau dispositif a été réalisé en 2004.

En 2022, la commune comptait 2 017 habitants, en évolution de −5,84 % par rapport à 2016 (Val-d'Oise : +4 %, France hors Mayotte : +2,11 %).
| 1793 | 1800 | 1806  | 1821  | 1831  | 1836  | 1841  | 1846  | 1851  |
| ---- | ---- | ----- | ----- | ----- | ----- | ----- | ----- | ----- |
| 952  | 954  | 1 034 | 1 095 | 1 155 | 1 065 | 1 019 | 1 030 | 1 010 |

| 1856  | 1861  | 1866  | 1872 | 1876 | 1881  | 1886  | 1891  | 1896  |
| ----- | ----- | ----- | ---- | ---- | ----- | ----- | ----- | ----- |
| 1 025 | 1 008 | 1 303 | 915  | 947  | 1 009 | 1 047 | 1 053 | 1 072 |

| 1901  | 1906  | 1911  | 1921  | 1926  | 1931  | 1936  | 1946  | 1954  |
| ----- | ----- | ----- | ----- | ----- | ----- | ----- | ----- | ----- |
| 1 053 | 1 034 | 1 128 | 1 057 | 1 028 | 1 080 | 1 057 | 1 192 | 1 291 |

| 1962  | 1968  | 1975  | 1982  | 1990  | 1999  | 2004  | 2006  | 2009  |
| ----- | ----- | ----- | ----- | ----- | ----- | ----- | ----- | ----- |
| 1 263 | 1 266 | 1 435 | 1 329 | 1 519 | 1 721 | 1 714 | 1 766 | 1 783 |

| 2014  | 2019  | 2022  | - | - | - | - | - | - |
| ----- | ----- | ----- | - | - | - | - | - | - |
| 2 081 | 2 046 | 2 017 | - | - | - | - | - | - |

### Enseignement
La commune de Chars dépend de l'académie de Versailles et ses écoles de l'Inspection académique du Val-d'Oise. Concernant le calendrier des vacances scolaires, Chars est en zone C. Chars possède trois établissements publics: une école maternelle (Les Tournesols, 65 élèves à la rentrée 2012), une école primaire (les Tournesols, 115 élèves à la rentrée 2012) et un lycée professionnel (le lycée professionnel du Vexin). L'école des Tournesols a ouvert ses portes en 1970, le lycée professionnel en 1976. Il existe aussi une Maison d'Enfants à Caractère Social, « Vie P L'enfance La Viosne » gérée par la fondation « La Vie au grand air ».

## Économie
- Agriculture.
- Minoterie : Les Moulins de Chars[24] (groupe Maurey).

## Culture locale et patrimoine

### Lieux et monuments

#### Monuments historiques

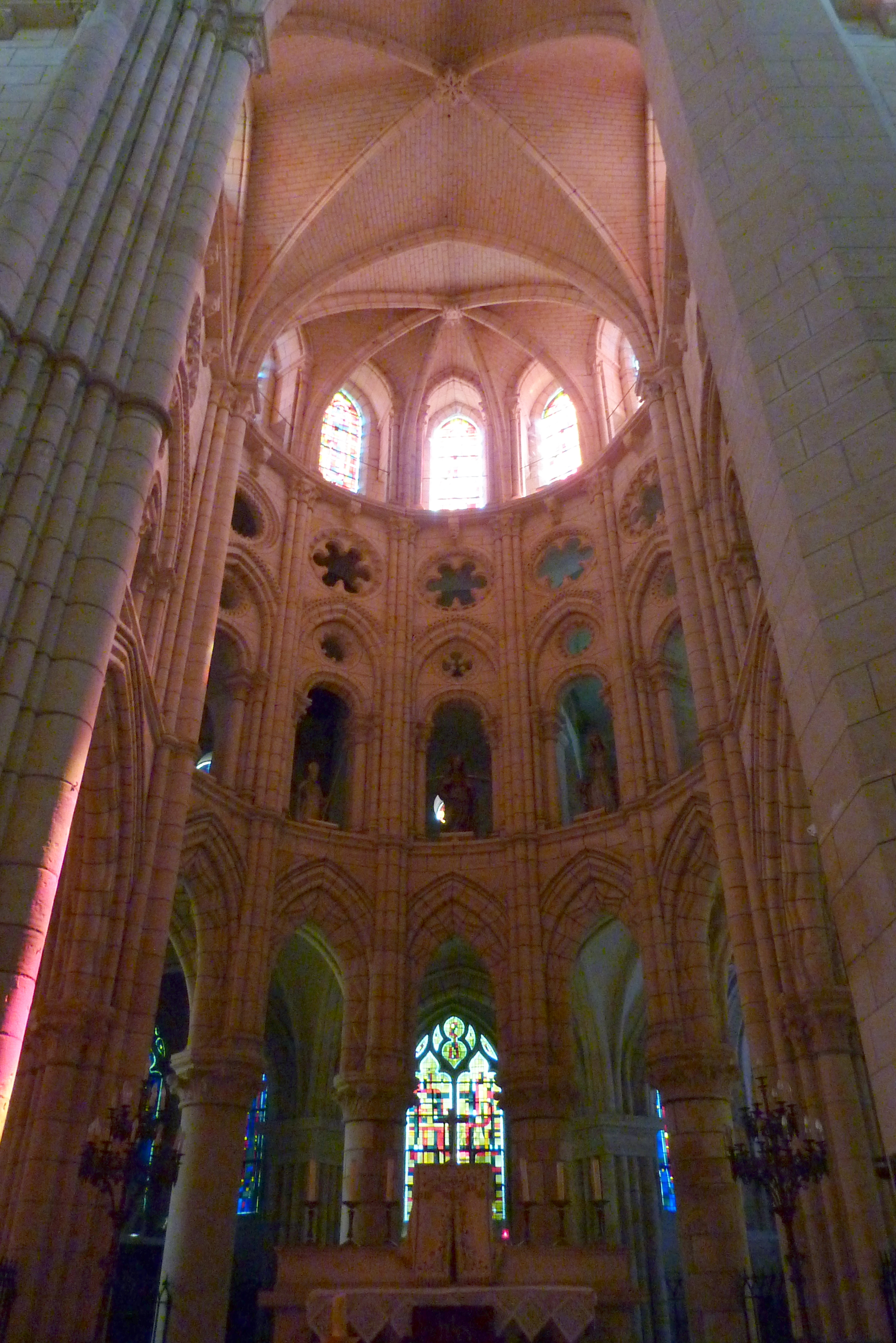
Intérieur du chœur.

Chars ne compte qu'un seul monument historique sur son territoire.
- L'église Saint-Sulpice, rue de l'Église (classée monument historique par liste de 1840[25]).

Cette église, parmi les 934 premiers édifices classés monuments historiques dans l'histoire française, a été construite entre 1160 et 1230 et témoigne de la transition de l'architecture romane vers le gothique. La haute nef de quatre travées est la première partie construite. Le portail occidental possède une archivolte plein cintre faite de moulures toriques et prismatiques et de minces cordons. Cette archivolte est plus large que la porte et ne prend pas appui sur des colonnettes à chapiteaux, comme c'est fréquemment le cas. En dessus du portail, une baie plein cintre éclaircit la nef, cantonnée de fines colonnettes à chapiteaux et flanquée de deux petites arcades décoratives, l'ensemble étant surmonté d'un gâble à peine saillant. Les bas-côtés possèdent également une baie chacun sur la façade occidentale, entourées de tores et cantonnées de colonnettes à chapiteaux. L'archivolte, semblable à celle de la baie haute de la nef, prend appui sur un larmier. En haut, le pignon est percé d'un oculus cerné de tores. Les contreforts se retraitent par trois fois et présentent une silhouette en cascade peu prononcée. La nef est suffisamment haute pour laisser la place à des fenêtres hautes sur les façades latérales. Le clocher se situe à l'emplacement de la quatrième travée du bas-côté sud. De style Renaissance, il a été dessiné par Pierre et Nicolas Le Mercier et exécuté à partir de 1520 par les artisans Gilles Vivian et Jean Bretel, tous de Pontoise. Ce clocher volumineux et dépourvu de flèche est ajouré d'une baie abat-son par face au niveau du premier étage, et de deux baies au second étage, surmontées par des frontons respectivement triangulaires et en arc de cercle. Les contreforts strictement verticaux sont entrecoupés par des entablements moulurés en haut de chacun des trois niveaux, avec, peu avant leur sommet, une frise se poursuivant sur les faces du clocher. Une tourelle d'escalier octogonale flanque le clocher au sud et monte jusqu'au début de second étage. Le transept a la même hauteur que la nef, et ses deux façades sous pignon comportent trois baies superposées, la première plein cintre et les autres ogivales. Au sud, le rez-de-chaussée est toutefois obstrué par la sacristie, et la baie supérieure a été remplacée par une grande rosace. Les contreforts ont quatre glacis intermédiaires. Quant au chœur en hémicycle à déambulatoire, il aurait été inspiré par l'abbatiale de Saint-Germer-de-Fly. Ce chœur est à sept pans et comporte trois chapelles rayonnantes du XVIe siècle, celles d'origine ayant disparu. L'intérieur s'organise sur quatre niveaux : déambulatoire, triforium, oculi et rosaces sans jour par l'extérieur et fenêtres hautes à lancette simple. Les murs du chœur sont consolidés par six arcs-boutants dans la prolongation des contreforts du déambulatoire,.

#### Autres éléments du patrimoine
- Ancien hôtel-Dieu, 5 rue de l'Église.

Cette longue maison sans étage avec des lucarnes aux frontons sculptés ne date que du XVIIIe siècle, mais succède à une fondation de 1371 par le seigneur de Chars, Pierre Ier d'Aumont. Au XIXe siècle, le bâtiment a abrité une école de filles desservie par des religieuses. Dans sa biographie de Saint-Vincent de Paul (Artège, 2017), le professeur italien Luigi Mezzadri évoque le passage régulier des Filles de la Charité, fondées par Louise Marillac, dans l'Hôtel Dieu de Chars en 1647. "Le cadre de vie des Sœurs dans les villages est très clair dans la pensée de Louise : une Sœur pour l'école, et l'autre pour la visite des malades. Ainsi, à Chars, Sœur Marie s'occupe de l'enseignement et Sœur Clémence de la visite des malades, dans les hôpitaux ou à domicile, sans pour autant que ce soit interdit à l'autre" (page 70).
- Statue de la Vierge sur un globe terrestre[28].
- Ferme du Bois-Franc, en écart à l'ouest de la ville, près de la RD 188.

Elle possède un colombier-porche en bâtière d'un millier de boulins. Bien d'une abbaye avant la Révolution française, la ferme devient ensuite la propriété de l'Assistance publique - Hôpitaux de Paris.
- Oratoire du Bois-Franc, près de la ferme du même nom[28].
- Colombier-porche d'une ancienne ferme au hameau de Bercagny : il date du XVIIe siècle et a été remanié au XVIIIe siècle. La porte charretière plein cintre est accompagnée d'une porte piétonne basse[28].
- Croix de Bercagny.

La petite croix en fer est plantée dans un obélisque.
- Château de Saint-Cyr.
- La villa Dufraine, résidence d'artistes, propriété de l'Académie des Beaux-Arts.

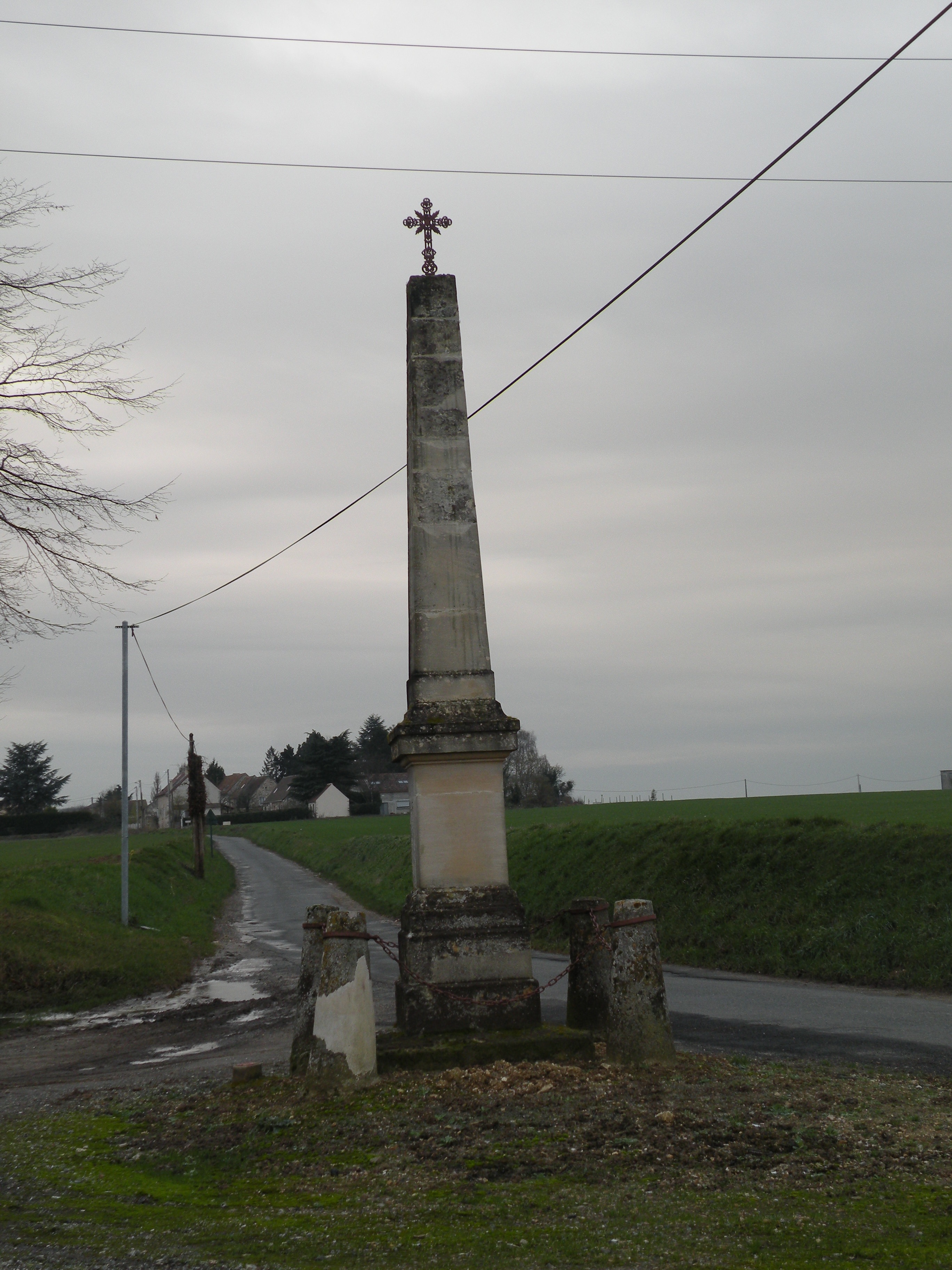
La croix de Bercagny.
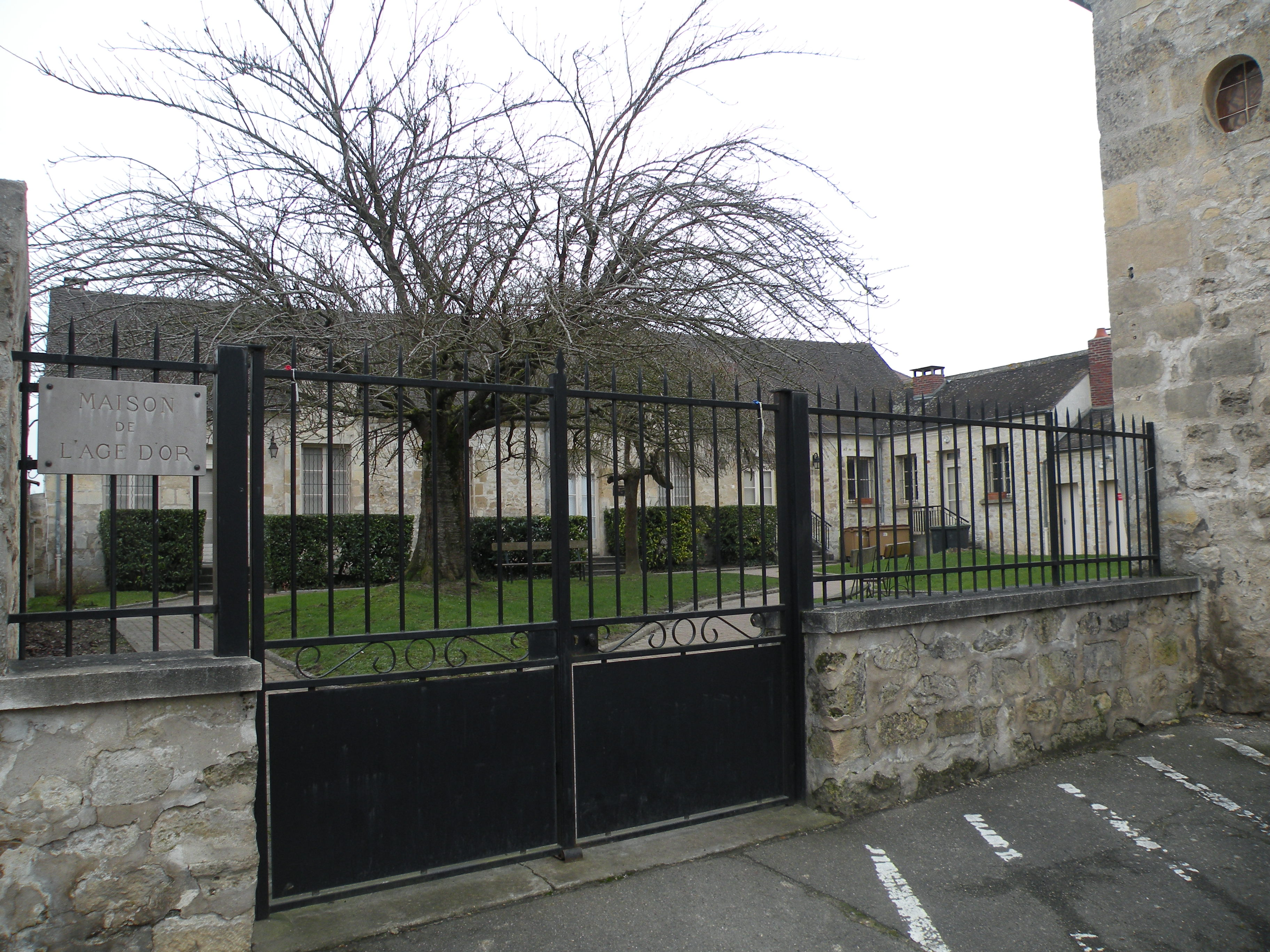
Ancien hôtel-Dieu.
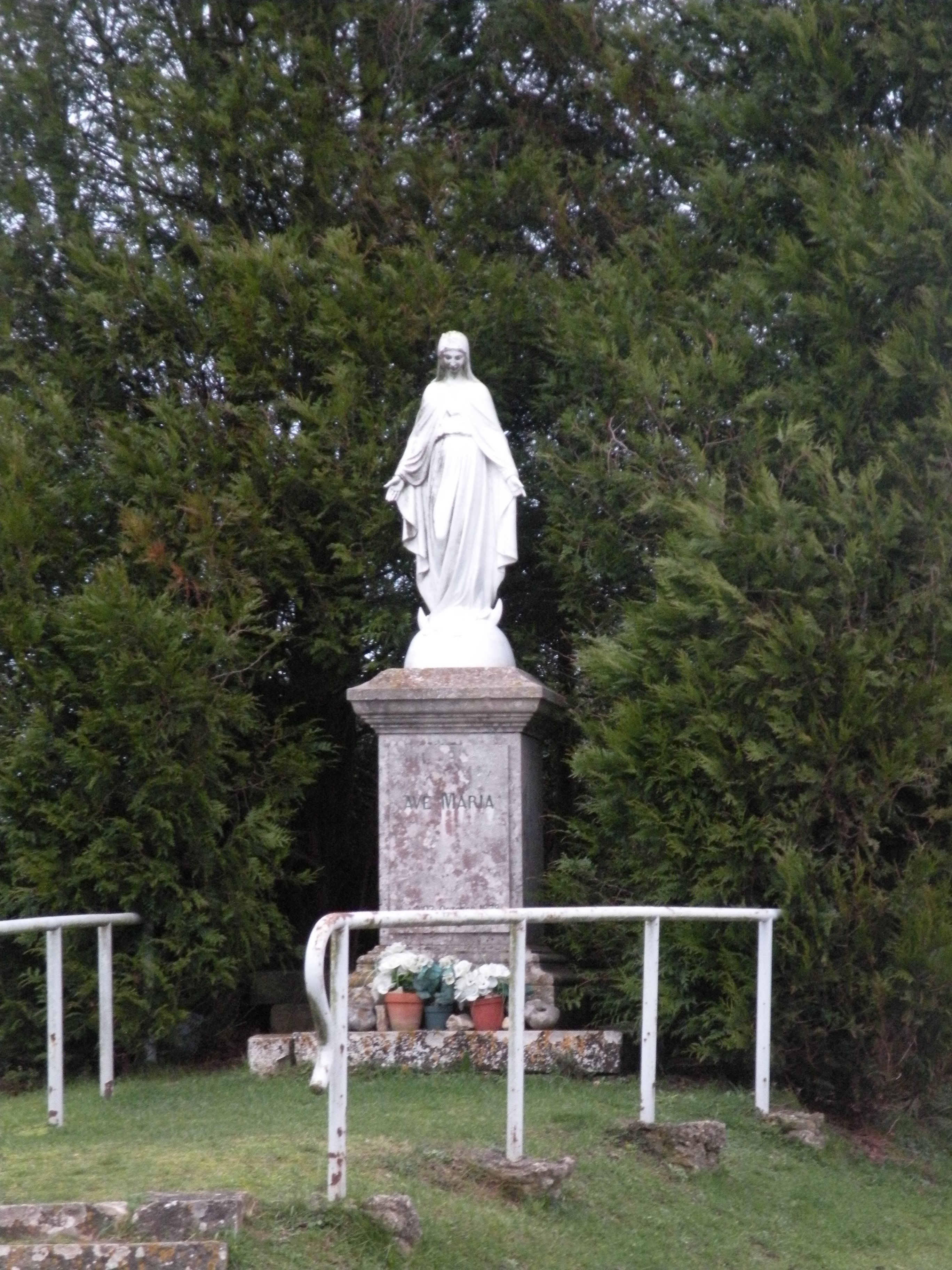
Statue de la Vierge.

### Héraldique
| Blason de Chars | Blason  | Parti : d'azur au château d'argent à trois tours crénelées, celle du centre plus élevée, ouvert du champ, ajouré et maçonné de sable, accompagné en chef de deux fleurs de lis d'or et en pointe d'une roue de moulin du même. |
| Blason de Chars | Détails | |